# Шнейдер, Михаил Яковлевич
Михаил Яковлевич Шнейдер (род. 19 сентября 1948, Москва) — российский политик, заместитель Председателя Политической партии «Партия народной свободы» (ПАРНАС), председатель Московского отделения ПАРНАС,  один из организаторов московских митингов в конце 1980-х — начале 1990-х и митингов на Чистых прудах и Болотной площади в 2011 году.

## Биография
Родился в 1948 году в Москве.
Родители: мать — Рожкова Марианна Васильевна (урождённая Шабалина), отец — Шнейдер Яков Абрамович. Единокровный брат — Шнейдер Григорий Яковлевич.
Образование: окончил МАИ, физический факультет МГУ и Российскую академию госслужбы. В 1973—1975 годах прошёл университетский курс японского языка. В 2022 году — курс по специальности SMM-специалист, таргетолог на базе Томского государственного университета. 
До 1990 года работал по специальности в научно-исследовательских организациях Москвы.
Начал политическую деятельность с 1987 года. Создал и возглавил неформальную организацию «Лингва». Летом 1988 года вошёл в Оргкомитет Московского народного фронта (МНФ). Прославился организацией воскресных пикетов на Пушкинской площади, которые вели агитацию за Народный фронт. В 1988—1989 годах был членом Координационного совета МНФ. В 1989 году вошёл в оргкомитет Московского объединения избирателей, а затем и в Координационный совет.
Один из первых российских политтехнологов: в 1988—1989 году руководил кампанией Сергея Станкевича по выборам народных депутатов СССР. Один из основателей сначала блока кандидатов в народные депутаты «Демократическая Россия», а затем движения «Демократическая Россия» (ДР). В 1989—1990 годах входил в федеральный штаб блока «Демроссия», был заместителем руководителя штаба по выборам в Моссовет. В 1991 году руководитель федерального штаба «Демроссии» по проведению референдума 17 марта («сохранение СССР»).
В 1993 году замруководителя штаба «Объединённого комитета демократических организаций России» по проведению референдума 25 апреля («да-да-нет-да»).
В 1993 году входил в согласительную комиссию федерального штаба блока «Выбор России» («Комиссия „Ковалёв-Чубайс-Шнейдер“», которая занималась отбором кандидатов и согласованием списков).
В 1993—1994 гг. участвовал в создании партии «Демократический выбор России», был сторонником максимального включения в новую партийную структуру участников «Демократической России», но противостояние со стороны влиятельного в ДР Льва Пономарева не позволила развиваться по этому сценарию. Тем не менее отмечал позднее, что «в итоге ДВР всё же возник как дитя двух родителей: ДемРоссия — мама, „Выбор России“ — папа».
Во время фактического раскола отделений ДР на местах (по вопросу вхождения в состав ДВР), активно участвовал в урегулировании конфликтов на местах.
В 1996 году был экспертом избирательного штаба Ельцина (проекты «Привлечение сторонников» и «Контроль за голосованием»)
В 1997 году — руководитель избирательного штаба блока «ДВР-НДР-Яблоко» по выборам в Мосгордуму.
В 1999 году — руководитель проекта «От двери к двери» избирательного штаба блока «СПС»
В 2003 году — руководитель проекта «От двери к двери» избирательного штаба СПС.
В 2007 году — руководитель проекта в избирательном штабе по выборам в Красноярскую облдуму.
В 2011 году — руководитель избирательного штаба движения «Солидарность» по выборам депутатов муниципальных собраний г. Москвы. В 2011 году вошёл в Координационный совет проекта «Гражданин наблюдатель».
В 1990—1993 годах занимал должность ответственного секретаря КС ДР.
В 1990—2000 годах — советник мэра Москвы.
В 1993 году был представителем России в группе международных наблюдателей на президентских выборах в Парагвае.
В 1994—1999 годах член исполкома партии «Демократический выбор России».
В 2000—2008 годах — член Исполкома «Союза правых сил», начальник регионального отдела и организационно-методического департамента партии.
В 2010 году Шнейдер был арестован мировым судом на трое суток, за то что после санкционированного митинга на пересечении Садового кольца и Нового Арбата оппозиционеры попытались организовать шествие с российским флагом. Судья признал Шнейдера виновным в неповиновении законным требованиям сотрудника милиции.
В июле 2018 года был выдвинут кандидатом в депутаты в выборах в Ярославскую областную думу седьмого созыва от партии ПАРНАС. 28 августа решением Ярославского областного суда список партии был снят с выборов из-за фальсификации протоколов собрания по выдвижению кандидатов в депутаты.
Публиковался в центральной печати по вопросам проведения избирательных кампаний. Автор ряда методических рекомендаций по организации и проведению избирательных кампаний, партийному строительству.
Владеет японским и английским языками. Женат, имеет двух дочерей.